# Залецкене, Юстина
Ю́стина Зале́цкене (лит. Justina Zalieckienė, Justina Zalieckiene, упоминается и как Ю́стина Ленорта́вичюте, лит. Justina Lenortavičiūtė, Justina Lenortaviciute) — литовская кёрлингистка.
В составе женской сборной Литвы участник чемпионата мира 2025 (заняли тринадцатое место; первое участие женской сборной Литвы в чемпионате мира), чемпионатов Европы (лучший результат — двенадцатое место в 2023). Неоднократный чемпион Литвы среди женщин.
В «классическом» кёрлинге (команда из четырёх человек одного пола) играет в основном на позиции первого.
Занимается кёрлингом с 2011 года.

## Достижения
- Чемпионат Литвы по кёрлингу среди женщин: золото (2018, 2021, 2022, 2023, 2024), серебро (2014, 2015).

## Команды
| Сезон                          | Четвёртый             | Третий              | Второй               | Первый               | Запасной                                                                       | Турниры                              |
| ------------------------------ | --------------------- | ------------------- | -------------------- | -------------------- | ------------------------------------------------------------------------------ | ------------------------------------ |
| 2012—13                        | Виргиния Паулаускайте | Giedrė Vilčinskaitė | Юстина Ленортавичюте | Agnė Valaskevičiūtė  |                                                                                | ЧЛЖ 2013 (4 место)                   |
| 2013—14                        | Юстина Ленортавичюте  | Agnė Valaskevičiūtė | Laurita Stasiūnaitė  | Дайна Бароне         | Giedrė Vilčinskaitė, Rūta Romeikienė тренер: Vygantas Zalieckas                | ЧЛЖ 2014                             |
| 2014—15                        | Юстина Ленортавичюте  | Agnė Valaskevičiūtė | Laurita Stasiūnaitė  | Дайна Бароне         |                                                                                | ЧЛЖ 2015                             |
| 2016—17                        | Юстина Залецкене      | Рута Блажене        | Mintautė Jurkutė     | Justina Dobrodiejūtė | Dovilė Aukštuolytė                                                             | ЧЛЖ 2017 (4 место)                   |
| 2017—18                        | Виргиния Паулаускайте | Ольга Двоеглазова   | Rasa Abelytė         | Юстина Залецкене     |                                                                                | ЧЛЖ 2018                             |
| 2020—21                        | Виргиния Паулаускайте | Ольга Двоеглазова   | Dovilė Aukštuolytė   | Рута Блажене         | Юстина Залецкене                                                               | ЧЛЖ 2021                             |
| 2021—22                        | Виргиния Паулаускайте | Ольга Двоеглазова   | Dovilė Aukštuolytė   | Рута Блажене         | Юстина Залецкене                                                               | ЧЛЖ 2022                             |
| 2022—23                        | Виргиния Паулаускайте | Ольга Двоеглазова   | Dovile Aukstuolyte   | Рута Блажене         | Юстина Залецкене тренеры: Egle Cepulyte, Vygantas Zalieckas                    | ЧЕ 2022 (13 место)                   |
| 2022—23                        | Виргиния Паулаускайте | Ольга Двоеглазова   | Рута Блажене         | Юстина Залецкене     | Dovilė Aukštuolytė                                                             | ЧЛЖ 2023                             |
| 2023—24                        | Виргиния Паулаускайте | Ольга Двоеглазова   | Рута Блажене         | Юстина Залецкене     | Мигле Кюдите тренеры: Egle Cepulyte, Vygantas Zalieckas                        | ЧЕ 2023 (12 место)                   |
| 2023—24                        | Виргиния Паулаускайте | Ольга Двоеглазова   | Рута Блажене         | Юстина Залецкене     | Dovilė Aukštuolytė                                                             | ЧЛЖ 2024                             |
| 2024—25                        | Виргиния Паулаускайте | Ольга Двоеглазова   | Мигле Кюдите         | Рута Блажене         | Юстина Залецкене (ЧМ) тренеры: Egle Cepulyte (ЧЕ, ЧМ), Vygantas Zalieckas (ЧЕ) | ЧЕ 2024 (8 место) ЧМ 2025 (13 место) |
| Кёрлинг среди смешанных команд |                       |                     |                      |                      |                                                                                |                                      |
| 2014—15                        | Тадас Вискупайтис     | Agnė Valaskevičiūtė | Vytis Kulakauskas    | Юстина Залецкене     |                                                                                | ЧЛСК 2015 (5 место)                  |

(скипы выделены полужирным шрифтом)